# Pariana bicolor
Pariana bicolor är en gräsart som beskrevs av Thomas Gaskell Tutin. Pariana bicolor ingår i släktet Pariana och familjen gräs. Inga underarter finns listade i Catalogue of Life.